# 延坪島
延坪島（ヨンピョンド、えんぺいとう、朝: 연평도）は、京畿湾北西部に浮かび大韓民国（韓国）が統治する2つの島の総称。朝鮮民主主義人民共和国（北朝鮮）が統治する甕津半島の南12kmに位置し、軍事境界線（北方限界線）近くの島である。

## 概要

大延坪島と小延坪島

大延坪島（テヨンピョンド/대연평도、6.19 km²、北緯37度40分0秒 東経125度41分47秒座標: 北緯37度40分0秒 東経125度41分47秒）と小延坪島（ソヨンピョンド/소연평도、0.94 km²、北緯37度36分24.8秒 東経125度42分49秒）の2つの有人島からなり、行政上は仁川広域市甕津郡延坪面に属するが、北朝鮮も領有権を主張している。黄海上にあって、同じく韓国の施政下にある白翎島、大青島、小青島、隅島とともに、「西海五島」と呼ばれる。
延坪島の北方には1953年8月に国連軍が宣言した北方限界線 (NLL) が走っている。一方、北朝鮮は1999年9月に北方限界線の無効を主張するとともに独自の「海上軍事境界線」を延坪島の南方に設定した。延坪島は北朝鮮の設定した海上軍事境界線の北側になるが、2000年3月、北朝鮮は米艦艇や民間船舶が通航できる水域として延坪島周辺海域の第二区域とそこに通じる第二水路を設定している。なお同じように西海五島の白翎島周辺海域には第一区域とそこに通じる第一水路、隅島には第三区域を設定している。
周辺海域では第1延坪海戦（1999年）、第2延坪海戦（2002年）、延坪島砲撃事件（2010年）などの武力衝突が起こった。韓国は延坪島に1000人規模の海兵隊部隊を駐屯させており、北朝鮮側の大睡鴨島や長在島には延坪島を攻撃するための平曲射砲が配備されている。
近海はグチやワタリガニなどの好漁場となっているが、近年中国漁船の違法操業が問題となっている。
仁川中心部からは122km離れている。人口は1,689人（2008年12月末）。

## 歴史
朝鮮王朝（李氏朝鮮）時代には黄海道に属する島であった。1896年（高宗33年）の地方行政制度改編の際に、黄海道海州郡松林面の属島となっている。
1938年、海州郡の中心部が海州府となった際、周辺部・離島部は碧城郡となった。1945年8月、日本の統治が終焉を迎えると、38度線以南にあったこの島は南側の領域となり、対岸にある甕津半島とともに京畿道甕津郡となった。
朝鮮戦争によって甕津半島本土は朝鮮人民軍（北朝鮮軍）が占領したが、延坪島は大韓民国領に留まった。1995年には仁川広域市に編入された。1999年7月20日、面の名は「松林面」から「延坪面」に改められた。

## 2010年の北朝鮮による砲撃
2010年11月23日午後、島の北方の対岸である北朝鮮領内の「茂島（(무도)：ムド）」及び「ケモ里(개머리)」海岸砲陣地より、北朝鮮軍が突如海岸砲、曲射砲約170～200発を発砲した。発射された砲弾は大延坪島の陸地及び周辺海域に着弾し、陸地には80発が着弾した。
現場の反撃措置により韓国軍は島内の陣地に展開させていたK9 155mm自走榴弾砲で応射し、80発以上を発射、砲撃戦となった。この砲撃戦に対して韓国軍最高司令部は戦闘機を延坪島周辺空域に向け非常出撃させた。砲撃戦は14時35分より開始し、55分に一時的に中断。15分後の15時10分に再び北朝鮮側から砲撃が開始され、42分まで続いた。
この砲撃によって韓国軍兵士2人（陸軍・海兵隊各1名）が戦死し、4人が負傷。自走砲2両が損傷を受けた他、兵舎や陣地、通信設備等の軍施設に損害が生じた。また、島内の民間地区にも多数が着弾し、民家に損壊と火災を生じさせ、大きな被害を出した他、山間部では着弾により山火事が発生し、広い範囲にわたり山林が焼失した。民間人は2人が死亡、数十人が負傷した。
北朝鮮側の実質的被害は今のところ不明である。